# Бледный горный голубь
Бледный горный голубь (лат. Gymnophaps solomonensis) — вид птиц семейства голубиных Columbidae. Это эндемик архипелага Соломоновых островов, где он обитает в девственных и вторичных горных лесах. Это птица среднего размера со средней длиной 38 см. и весом 310—385 г. Голова и шея беловато-серые, брюхо и низ груди охристо-розовые, клоака розовая, подхвостье бледно-серое. Верх тела дымчато-серый с более тёмной каймой на спине и кроющих крыла. Самец и самка выглядят одинаково, но могут быть большие различия в индивидуальных чертах.
Бледный горный голубь питается фруктами и кормится большими стаями. Брачный период длится с июля по сентябрь на острове Бугенвиль, в период размножения он предпочитает моховой лес, в котором произрастают деревья Eugenia и Syzygium. Он гнездится в неглубоких углублениях или царапинах на лесной подстилке и откладывает одиночные белые яйца. Он занесён Международным союзом охраны природы (МСОП) в Красную книгу как вызывающий наименьшее беспокойство из-за его стабильной популяции и достаточно большого ареала.

## Классификация
Бледный горный голубь был описан как Gymnophaps solomonensis немецко-американским биологом Эрнстом Майром в 1931 году на основе особей с острова Малаита. Общее название Gymnophaps происходит от древнегреческих слов γυμνος, что означает «голый», и φαψ, что означает «голубь». Видовое название solomonensis происходит от названия Соломоновых островов, которые являются типовым местом обитания этого вида.
Бледный горный голубь — один из четырёх видов горного голубя рода Gymnophaps, обитающего в Меланезии и на Молуккских островах . Он образует надвид с другими видами своего рода. В своём семействе род Gymnophaps является сестринским роду Lopholaimus, и вместе они образуют сестринскую кладу  с Hemiphaga. Бледный горный голубь не имеет подвидов.

## Описание
Бледный горный голубь — это птица среднего размера, стройного телосложения, с длинным хвостом и крыльями, он достигает средней длины 38 см и массы 310—385 г. Самцы и самки выглядят одинаково. Верх тела дымчато-серый с более тёмными каймами на спине и кроющих крыльях (маховых перьях). Голова и шея беловато-серые, на шее и верхней части брюха несколько светлее, а нижняя часть груди и брюшка более тёмные, охристо-розовые, иногда с тёмно-красным оттенком. Клоака и подхвостье бледно-серые. Индивидуальные черты могут сильно различаться: окраска нижней части тела варьируется от бледно-серой до имеющей отчётливого винный оттенок, а окраска верхней части тела варьируется от блестяще зеленовато-чёрной до тускло-серовато-чёрной. Клюв жёлтый у основания и имеет цвет от жёлтого до бледно-коричневого на кончике, с розовым оттенком на краю и на ноздрях. Радужная оболочка имеет цвет от жёлтого до оранжевого со внешним кольцом от оранжевого до красного; кожа вокруг глаза имеет цвет от красного до фиолетового, ноги от розовато-серого до бордово-серого. У молодых особей макушка коричневая, на нижней части тела отсутствует тёмно-красный оттенок, на перьях имеются мелкие черноватые крапинки, а радужка голубовато-серая.
Его можно спутать с толстоклювым длиннохвостым голубем, но последний более склонен проводить время в одиночестве, имеет длинный заострённый гребень, относительно длинный хвост, более круглые крылья и лишён чешуйчатой верхней части, а также тёмно-красного оттенка нижней части. У толстоклювого длиннохвостого голубя также более крепкий клюв.

### Голос
Этот вид обычно молчит, но иногда издаёт гнусавое, хриплое «вру» или тихое «вруу». Он также может издавать слегка вибрирующее удвоенное низкое гудение.

## Распространение и среда обитания
Бледный горный голубь является эндемиком архипелага Соломоновых островов, где он встречается на Малаите, Коломбангаре, Вангуну, Гуадалканале и Бугенвиле. Обитает в горных лесах и предпочитает девственные леса, но встречается и во вторичных лесах. В основном он обитает на высотах 750-1,950 м но его наблюдали и на высоте 100—940 м над уровнем моря. на Коломбангаре. Кормящиеся птицы встречаются на высотах до уровня моря. Иногда пролетает над возделываемыми полями.
Он не мигрирует, а остаётся в одной и той же местности, ежедневно спускаясь на более низкие высоты за кормом.

## Поведение
Бледный горный голубь очень общителен и обычно встречается в стаях до 20 птиц, хотя стаи на плодовых деревьях могут насчитывать до 100 особей. Как и другие виды Gymnophaps, бледные горные голуби обычно устраиваются на ночлег высоко в горах, а утром спускаются вниз, чтобы покормиться в низинах и предгорьях небольшими стайками. При этом они издают характерный свистящий звук.

### Питание
Бледный горный голубь плодояден и было замечено, что он питается фруктами с мелкими семенами. Он кормится большими стаями и обычно в кронах деревьев, но иногда и в подлеске. Если их потревожить во время кормления, этот вид резко слетит с дерева.

### Размножение
В период размножения Бледного горного голубя наблюдали с июля по сентябрь на Бугенвиле. Было замечено размножение в низкорослых моховых лесах, в которых произрастают деревья Eugenia и Syzygium. Гнёзда представляют собой неглубокие углубления или царапины в лесной подстилке, в которые практически не добавляется дополнительный материал. Кладка содержит одиночные белые яйца, похожие на яйца Серамского голубя.

## Охранный статус
Бледный горный голубь занесён в Красную книгу Международного союза охраны природы (МСОП) как вызывающий наименьшее беспокойство из-за его стабильной популяции и достаточно большого ареала. Его популяция умеренно распространена и особенно распространена на Коломбангаре, где представителей этого вида можно найти сотнями в лесах у края кратеров.